# Comité Olímpico de Serbia y Montenegro
El Comité Olímpico de Serbia y Montenegro (en serbio: Олимпијски комитет Србије и Црне Горе / Olimpijski komitet Srbije i Crne Gore) era la organización sin fines de lucro que representaba a los atletas de Serbia y Montenegro en el Comité Olímpico Internacional. Fue fundado para cambiar el nombre del Comité Olímpico Yugoslavo de abril de 2003, después de la adopción de la Carta Constitucional de Serbia y Montenegro.
Durante la disolución de la Unión de los Estados de Serbia y Montenegro después del referéndum sobre la independencia de Montenegro de 2006, se formó el Comité Olímpico de Montenegro y se restauró el Comité Olímpico de Serbia como sucesor legal del CON de la CSN.